# Liste des députés européens du Portugal de la 2e législature
Lors de l'élection européenne partielle de 1987, 24 députés européens sont élus au Portugal. Leur mandat débute le 14 septembre 1987 et se termine le 24 juillet 1989.

## Députés provisoires
Entre l'adhésion du Portugal aux Communautés européennes le 1er janvier 1986 et l'élection européenne partielle, les députés européens du Portugal sont désignés par le Parlement.
- Le centre-droit du Parti social-démocrate envoie 9 députés.
- Les socialistes du Parti socialiste envoient 6 députés.
- Les centristes du Parti rénovateur démocratique envoient 4 députés.
- Les communistes du Parti communiste portugais envoient 3 députés.
- La droite du Parti populaire envoie 2 députés.

### Députés duGroupe libéral, démocratique et réformateur

#### Députés duParti social-démocrate
- Rui Manuel Almeida Mendes
- Francisco Pinto Balsemão 1er janvier 1986 — 12 janvier 1986
remplacé le 13 février 1986 par Rui Amaral
- Fernando Condesso
- Vasco Garcia
- António Augusto Lacerda de Queiróz
- Manuel Pereira
- Virgílio Pereira
- Pedro Augusto Pinto
- José Silva Domingos jusqu'au 18 février 1987
remplacé le 19 février 1987 par José Pereira Lopez

### Députés duGroupe socialiste

#### Députés duParti socialiste
- Jorge Campinos
- António Antero Coimbra Martins
- Rodolfo Crespo
- Fernando Manuel Santos Gomes
- Luís Filipe Madeira
- Walter Rosa

### Députés duGroupe du rassemblement des démocrates européens

#### Députés duParti rénovateur démocratique
- António José Fernandes
- António José Marques Mendes
- José Manuel Medeiros Ferreira
- Jorge Pegado Liz

### Député duGroupe communiste et apparentés

#### Députés duParti communiste portugais
- José Barros Moura
- José Antonio Brito Apolonia
- Joaquim Miranda

### Députés duGroupe du Parti populaire européen (Démocrates chrétiens)

#### Députés duParti populaire
- Luis Filipe Pais Beirôco
- Francisco António Lucas Pires

## Députés élus
Lors de l'élection européenne partielle de 1987,  députés européens sont élus en Espagne.
- Le centre-droit du Parti social-démocrate envoie 10 députés.
- Les socialistes du Parti socialiste envoient 6 députés.
- La droite du Parti populaire envoie 3 députés.
- Les communistes du Parti communiste portugais envoient 3 députés.
- Les centristes du Parti rénovateur démocratique envoient 1 députés.

### Députés duGroupe libéral, démocratique et réformateur

#### Députés duParti social-démocrate
- Fernando Condesso
- António Jorge de Figueiredo Lopes jusqu'au 15 septembre 1988
remplacé le 16 septembre 1988 par António Augusto Lacerda de Queiróz
- Vasco Garcia
- António Joaquim Marques Mendes
- Manuel Pereira
- Virgílio Pereira
- Carlos Pimenta
- Pedro Augusto Pinto
- Pedro Miguel de Santana Lopes
- Rui Amaral

### Députés duGroupe socialiste

#### Députés duParti socialiste
- Jorge Campinos jusqu'au 20 février 1988
remplacé le 1er mars 1988 par Maria Belo
- António Antero Coimbra Martins
- Fernando Manuel Santos Gomes
- Luís Filipe Madeira
- Luís Marinho
- Maria de Lourdes Pintasilgo

### Députés duGroupe du Parti populaire européen (Démocrates chrétiens)

#### Députés duParti populaire
- José Augusto Gama
- Francisco António Lucas Pires
- Manuel dos Santos Machado

### Député duGroupe communiste et apparentés

#### Députés duParti communiste portugais
- Carlos Aboim Inglez
- José Barros Moura
- Joaquim Miranda

### Députés duGroupe du rassemblement des démocrates européens

#### Députés duParti rénovateur démocratique
- José Manuel Medeiros Ferreira

## Source
- Les députés de la deuxième législature, site du Parlement européen.